# Mimomalthinus niger
Mimomalthinus niger is een keversoort uit de familie soldaatjes (Cantharidae). De wetenschappelijke naam van de soort werd in 1931 gepubliceerd door Maurice Pic.